# Línea 504 (Bahía Blanca)
La Línea 504 es una línea de colectivos de Bahía Blanca, es operado por la empresa San Gabriel.

## Recorridos
- Troncal: Godoy Cruz, Láinez, Misioneros, Juan B. Alberdi, Pilcaniyén, Caseros, Misioneros, Esmeralda, Brown, Cte. Piedrabuena, Washington, Juan B. Alberdi, Garibaldi, Chubut, Brown, Vieytes, Moreno, Viamonte, Av. Colón, Av. Ingeniero Huergo, 25 de Mayo, Cnel. Vidal, Ecuador, Av. Santiago Dasso, De Solier y Avenente-Centro-Godoy Cruz y Lainez